# Val di Chy
Val di Chy est une commune de la ville métropolitaine de Turin dans la région Piémont en Italie. 

## Géographie
Le village se trouve en  Val Chiusella.

## Administration

### Hameaux
Alice Superiore, Lugnacco, Pecco, Buracco, Chiartano, Cornesco, Gauna, Raghetto e Verna

### Communes limitrophes
Castellamonte, Castelnuovo Nigra, Fiorano Canavese, Issiglio, Lessolo, Loranzè, Parella, Quagliuzzo, Rueglio, Valchiusa, Vistrorio